# Infanterie de marine (Russie)
Pour les articles homonymes, voir Infanterie de marine.
L’infanterie de marine (en russe : Морская пехота, Morskaïa pekhota) est la force armée amphibie de la marine russe. En service depuis 1705, date de sa création, elle a notamment combattu pendant les guerres napoléoniennes, la guerre de Crimée, la guerre russo-japonaise ainsi que la Première et la Seconde Guerre mondiale. Sous l’ère soviétique, c’est sur décision de l'amiral de la flotte Gorchkov que la marine s’est vu doter d’une infanterie de marine qui est intervenue à travers le monde à de nombreuses reprises. Après la chute de l'Union soviétique, les troupes de marine connaissent des temps difficiles comme l'ensemble des forces armées russes, se caractérisant par une nette diminution en matériel et effectif.

## Historique

### AuxXVIIIeetXIXesiècles
C’est en novembre 1705, à la suite d'un décret de Pierre Ier, qu’un régiment « d'équipage naval » (en russe : морской экипаж) équipé et approvisionné par la Marine impériale de Russie a été pour la première fois formé pour l'embarquement et le débarquement à partir des navires de la flotte de la Baltique dans le cadre d’une opération amphibie.
Le XVIIIe siècle est également celui du baptême du feu pour l'infanterie de marine russe qui participe à plusieurs batailles célèbres qui se soldent par d’éclatantes victoires. La bataille de Gangut (1714), la déroute de la marine turque à Cesme Harbor en 1770 et enfin la prise de la forteresse d'Ismaïl sur le Danube en 1790 en sont des exemples significatifs.
En 1799, durant les guerres napoléoniennes, la Russie prend la forteresse française de Corfou. Cette même année, le débarquement russe de Naples parvient jusque dans les États pontificaux. Pendant la guerre de la Sixième Coalition, l'infanterie de marine russe s’est distinguée contre la Grande Armée à la bataille de Borodino (1812), la bataille de Kulm (1813) et le siège de Dantzig.
De 1854 à 1855, l’infanterie de marine défendait Sébastopol contre la France, le Royaume-Uni et la Turquie.
Pendant l’année 1904, durant la guerre russo-japonaise, l'infanterie de marine défendait le Port Arthur contre les forces japonaises.

## Ère soviétique

### Seconde Guerre mondiale
Au cours de la Seconde Guerre mondiale, environ 350 000 soldats de l’infanterie de marine soviétique se sont battus sur le front de l'Est. Au début du conflit, la marine ne disposait que d'une seule brigade de fusiliers-marins de la flotte de la Baltique, ce qui impliqua la nécessité de former d'autres bataillons durant la guerre. Ainsi furent formés :
- six régiments d'infanterie de marine comprenant deux bataillons disposant chacun d’un personnel de 650 hommes ;
- 40 brigades et plusieurs bataillons formés à partir des surplus d'équipages de navire dont cinq de ces brigades ont été élevées au statut de « Garde de l’Union soviétique » ;
- de nombreuses petites unités.

La situation militaire exigeait le déploiement d'un grand nombre de marins sur le front, ce qui leur a permis de contribuer à la défense de Moscou, Leningrad, Odessa, Sébastopol, Stalingrad, Novorossiisk et Kertch. L'infanterie de marine russe a effectué plus de 114 débarquements dont la plupart ont été réalisés par des pelotons et des compagnies. Il est cependant à noter que de nombreux soldats de l’infanterie de marine qui ont servi dans l'infanterie régulière n'avaient reçu aucune formation amphibie. Elles ont mené quatre opérations amphibies majeures : deux au cours de la bataille de la péninsule de Kertch, une au cours de la campagne du Caucase et enfin, une dans le cadre du débarquement de l'archipel de Moonsund, dans la mer Baltique.
Pendant la guerre, cinq brigades et deux bataillons d'infanterie de marine ont reçu le statut de Garde de l’Union soviétique. Neuf brigades et six bataillons ont été décorés et beaucoup d’autres ont reçu plusieurs titres honorifiques. Le titre de héros de l'Union soviétique a été décerné à 122 membres d'unités d'infanterie de marine[réf. nécessaire].
Après la guerre, l'expérience des batailles amphibies accumulée pendant la Seconde Guerre mondiale a été un atout majeur pour l’Union soviétique lors d’opérations interarmées avec ses alliés. Par ailleurs, de nombreux éléments de l'infanterie de marine russe ont été formés au parachutisme et ont ainsi mené à bien plus d’opérations que les propres troupes aéroportées russes. Malgré leurs brillants états de service, les troupes d'infanterie de marine soviétiques furent dissoutes en 1947 avec quelques unités en cours de transfert vers les Forces de défense côtière.

### Guerre froide

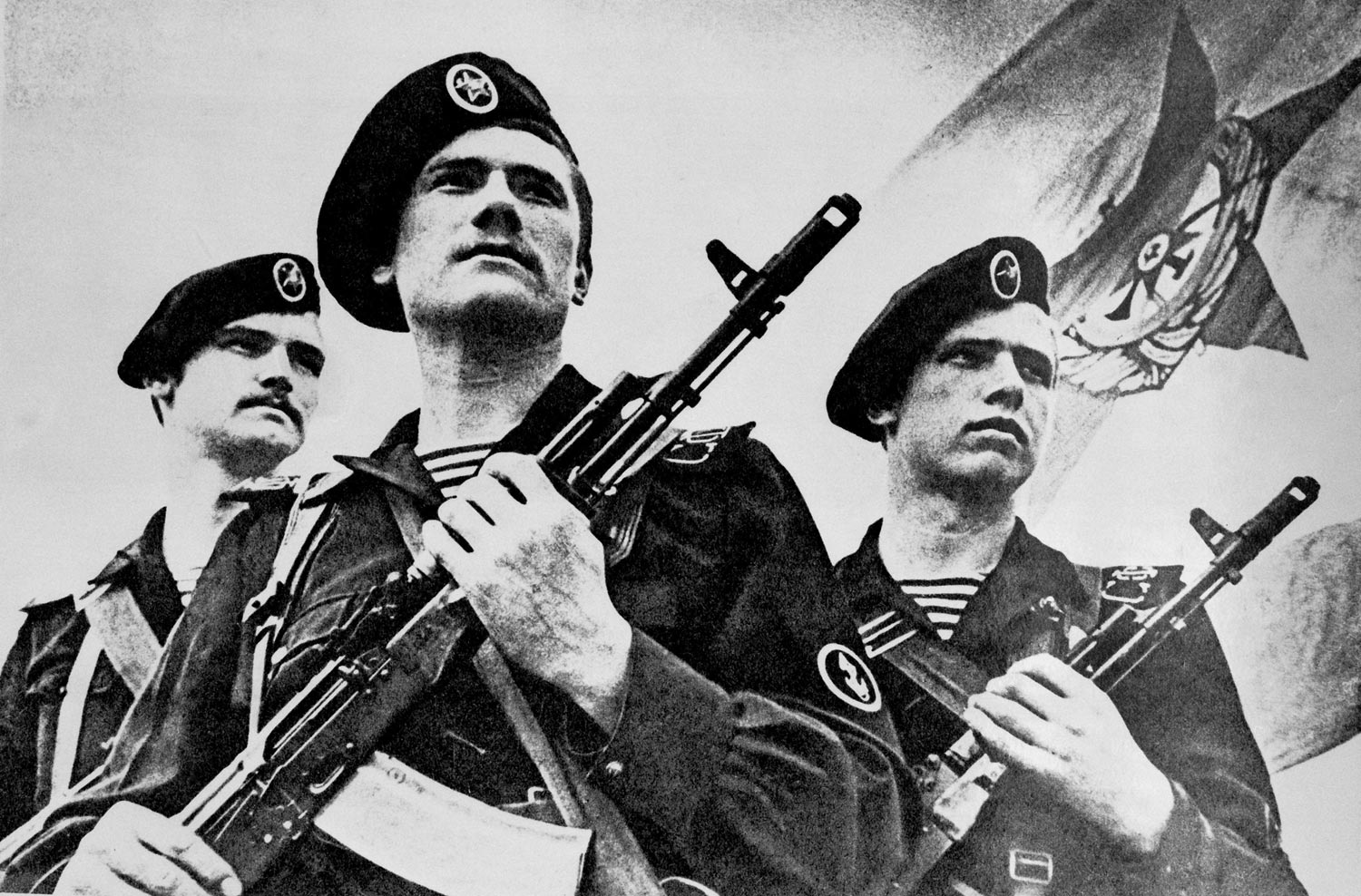
Troupes de marine soviétiques en 1985.

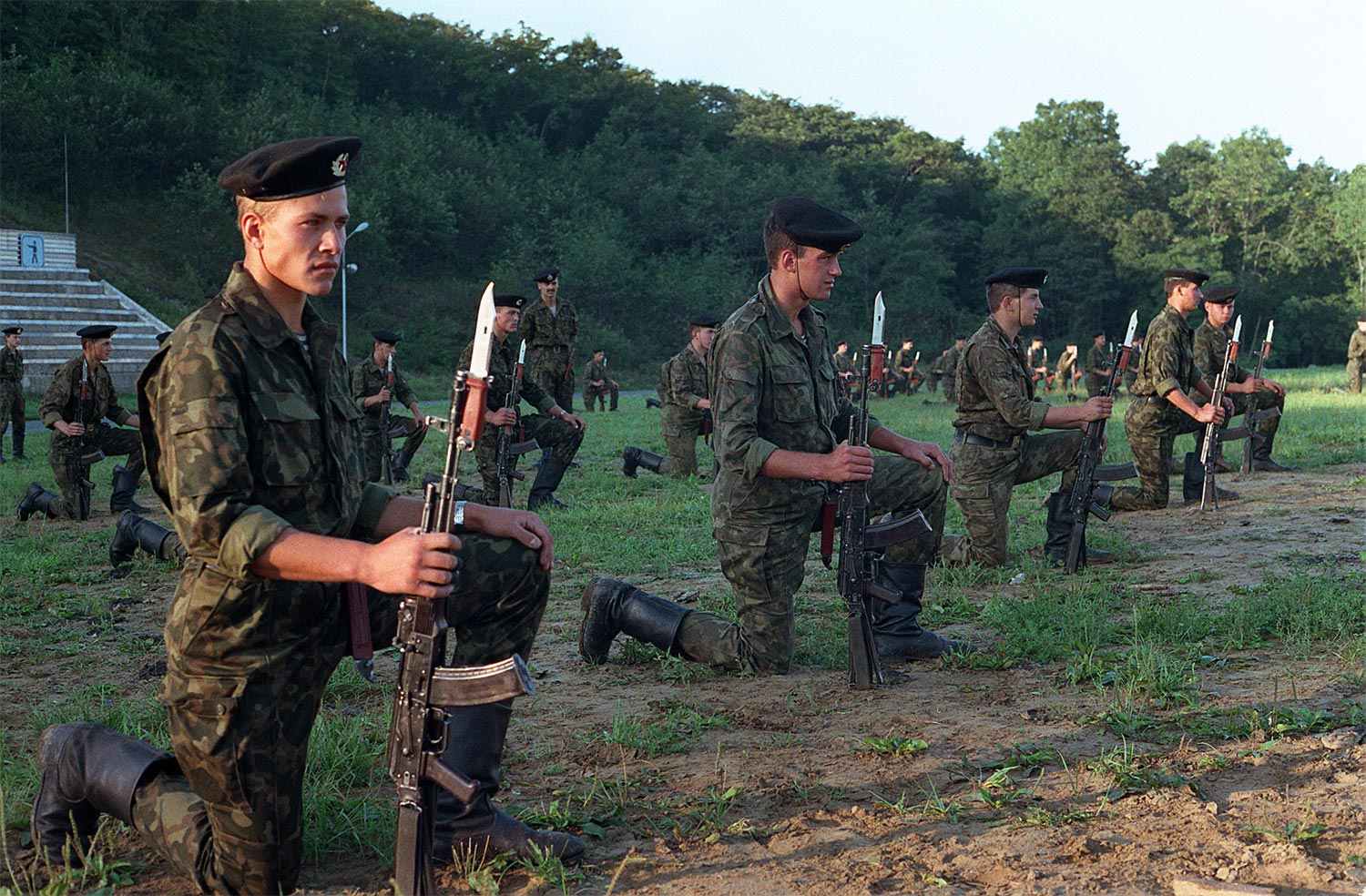
Démonstration de l’infanterie de marine soviétique en 1990.

En 1961, l'infanterie de marine a été reformée et est redevenue l'un des bras armés des forces navales soviétiques. Pour chacune des flottes de l’URSS, une unité d'infanterie de marine a été affectée à laquelle il fut ajouté plus tard une brigade. Au cours de cette période, l'infanterie de marine a reçu plusieurs versions amphibies de véhicules de combat blindés, y compris des chars en service dans l’armée rouge.
En 1989, l'infanterie de marine comprenait 18 000 soldats organisés dans la 55e division d'infanterie de marine de Vladivostok et trois brigades autonomes : la 63e brigade de la Garde « Kirkenneskaya » de Pechenga (Flotte du Nord), la 36e brigade de la garde de Baltiisk (flotte de la Baltique) et la brigade de Sébastopol (Flotte de la mer Noire).
La marine soviétique disposait de navires de débarquement spécifiques pour les chars de combat de la Classe Alligator, propulsés par des moteurs Diesel, de faible tonnage avec un  déplacement d'environ 4 500 tonnes
En 1978, les Soviétiques ont lancé un nouveau navire amphibie de la classe Ivan Rogov. Son arrivée a été interprétée à l'Ouest comme l’indication d'une intention de renforcer les capacités militaires de projection. Avec une taille double de celle des navires qui l’ont précédé, le classe « Ivan Rogov »  peut transporter un bataillon entier d'infanterie avec 40 véhicules blindés et leurs péniches de débarquement. Il peut lancer plusieurs véhicules amphibies depuis ses portes d'étrave ouvertes et emporte également des hélicoptères. Parmi les divers petits véhicules de débarquement qu’il peut envoyer, on compte des aéroglisseurs tel que la Classe Aist, qui peut transporter l'infanterie de marine à terre à une vitesse de cinquante nœuds. Retirée du service en 2002, elle a été supplantée par la Classe Ropucha, la Classe Polnochny et la Classe Ivan Gren.
Avec 75 unités, l’Union soviétique avait le plus grand arsenal d’aéroglisseur de combat au monde. En outre, il est intéressant de noter qu’un bon nombre des 2 500 navires de la flotte marchande de l'Union soviétique (Morflot) pouvait accessoirement décharger armes et approvisionnement lors d’opérations amphibies.
Le 14 juillet 1991, une proclamation du gouvernement soviétique, qui a ensuite été adoptée par les États successeurs, a posé les conditions d'une « restriction en armement et équipement conventionnel » (chars, artillerie et véhicules blindés) affectés à l'infanterie de marine ou aux forces de défense côtière.

## Fédération de Russie

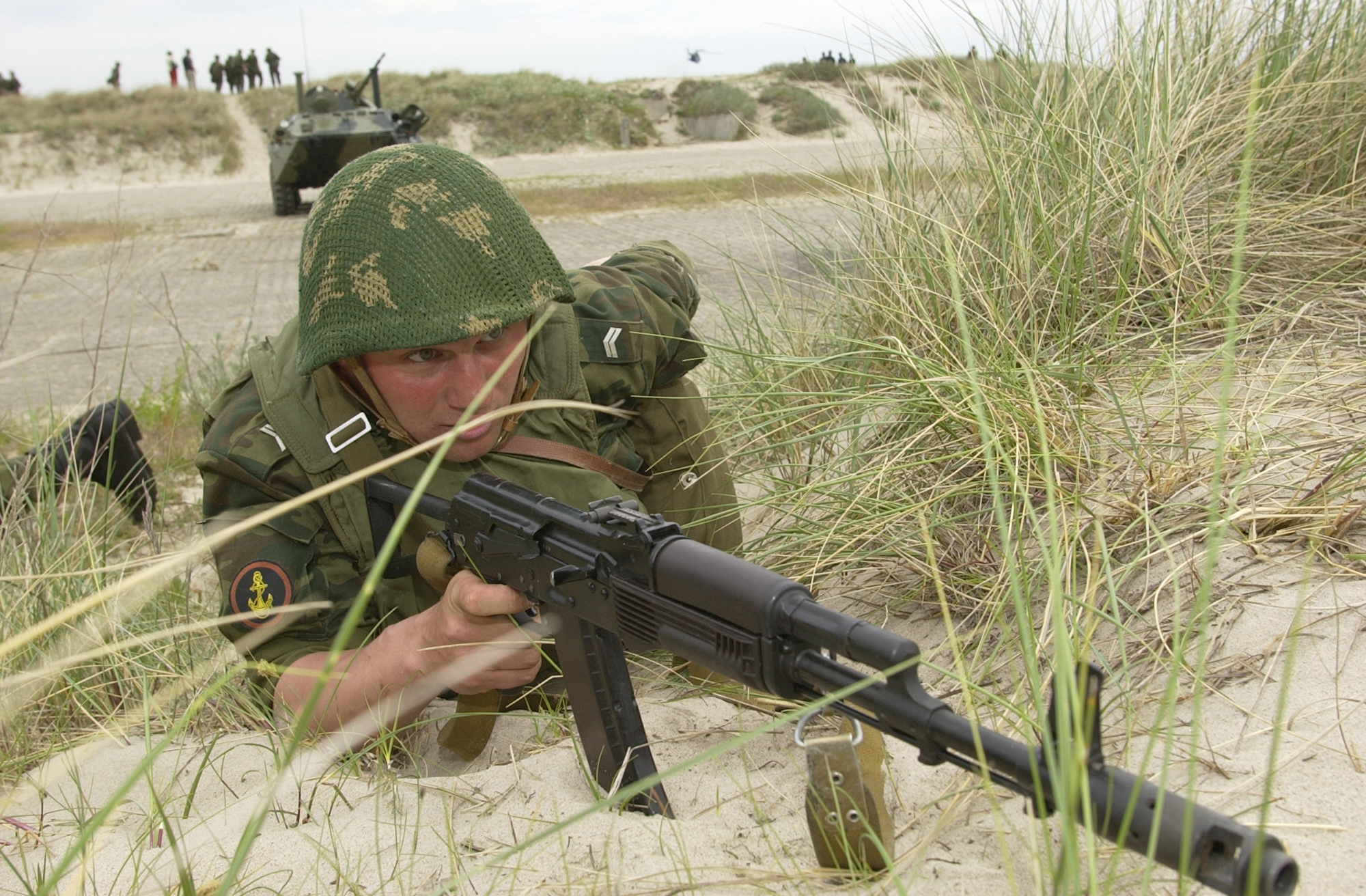
Un soldat d’infanterie de marine en exercice à Ustka, Pologne. Le marin est armé du fusil d’assaut AKS-74.

L'infanterie de la marine russe (vidéo) comprend la 55e Division d'infanterie de marine de la Flotte du Pacifique  (en russe : 55-я Дивизия Морской пехоты Тихоокеанского Флота ), les brigades indépendantes de la mer du Nord et de la Baltique, le parc de véhicules militaires de la flottille de la mer Caspienne et les régiments indépendants de la Flotte de la mer Noire. La principale base Arctique de la Flotte du Nord de l'infanterie de marine est appelée Sputnik.
En 1994, l'exercice militaire dénommé "Coopération depuis la mer" a été mené dans le périmètre de Vladivostok avec la « III Marine Expeditionary Force » des États-Unis pour favoriser une relation plus étroite entre l’Infanterie de marine russe et les Marines américains. Ensemble, les deux forces ont effectué leur premier exercice sur le sol américain l'année suivante, à Hawaii. La « coopération depuis la mer » de 1995 a créé un espace d’exercice maritime en cas de « situation d’urgence » qui comprenait une formation transversale avec échange de personnel. Cette opération a abouti à l’exercice d’un assaut amphibie combiné des forces russes et américaines. Le but était d'améliorer l'interopérabilité, la coopération et la compréhension entre la Russie et le personnel des États-Unis.
À partir de 2000, la flottille de la mer Caspienne comprenait une nouvelle brigade d'infanterie de marine, la 77e, basée à Kaspiïsk. Le siège et les deux bataillons de la brigade devaient être mis en place le 1er août 2000. Il a été rapporté par Agenstvo Voyenniykh Novostyei (AVN) en juin 2000 que la nouvelle brigade (qui peut avoir hérité de la 77e Division motorisée de fusiliers) ,, a été logée à Kaspiïsk et à Astrakhan avec 195 véhicules de combat et deux aéroglisseurs envoyés à partir de Tchoukotka par la Flotte du Nord. La brigade a également signalé disposer d’hélicoptères qui lui sont assignés.

## Missions
Pour chacune des principales flottes russes, il y a au moins un régiment d'infanterie de marine attaché à celles-ci. Au total, l’effectif de l'infanterie de marine russe est d’environ 12 000 hommes. Cette force dispose d’une puissance de frappe et de moyens de soutien limités, exigeant théoriquement en opération un renforcement en moins d'une semaine. Ceci s’explique par la doctrine militaire russe qui considère l'infanterie de marine comme étant une troupe de choc, le fer de lance d'une agression rapide qui doit être impérativement suivie par les renforts des forces armées terrestres déployant l‘équipement lourd. 
Les principales missions de l’infanterie de marine russe seraient de saisir et de défendre les détroits ou les îles stratégiques, d’aménager des zones tactiques de débarquement maritime derrière les lignes ennemies et la défense des zones navales critiques. Durant les années 1980, les exercices de l’infanterie de marine soviétique dans les îles Kouriles au nord du Japon ont semblé indiquer que les objectifs stratégiques dans cette région étaient étendues sur différentes rives et goulots d'étranglement. 
À titre d’exemple, lors d’un conflit, l’objectif de ces troupes serait très probablement la capture d'un détroit tel que celui des Dardanelles ou de Kattegat par un débarquement sur terre depuis la mer Noire dans le premier cas, ou depuis la mer du Nord dans le second cas. Cette attaque serait immédiatement suivie d’un renforcement rapide par l’armée russe, à la fois en homme et en équipement lourd.

## Déploiement actuel

### Flotte du Pacifique
- 55e division d'infanterie de marine, dissoute le 1er décembre 2009, a été remplacée par la 155e brigade d'infanterie de marine de la Garde (numéro d'unité 30926) également appelée 155e brigade de marine de la Garde[6] formée sur sa base.
  - 165e régiment d'infanterie de marine « cosaque » - déployés dans la brigade.
  - 390e régiment d'infanterie de marine – dissous.
  - 106e régiment d'infanterie de marine – dissous le 1er décembre 2007.
  - 921e régiment d'artillerie d’Infanterie de Marine – dissous.
  - 923e d'infanterie de marine anti-aérien (missiles) – dissous.
  - 84e bataillon d'infanterie marine de chars de combat.
  - 263e bataillon de reconnaissance.
  - 1484e bataillon de transmission.
- La 40e brigade d'infanterie de marine Krasnodarsko-Kharbinskaïa (« de Krasnodar et Kharbin »), deux fois décorée de l'ordre du Drapeau rouge (no 10103).
- Le 186e bataillon du génie d'infanterie de marine.

### Flotte de la Baltique

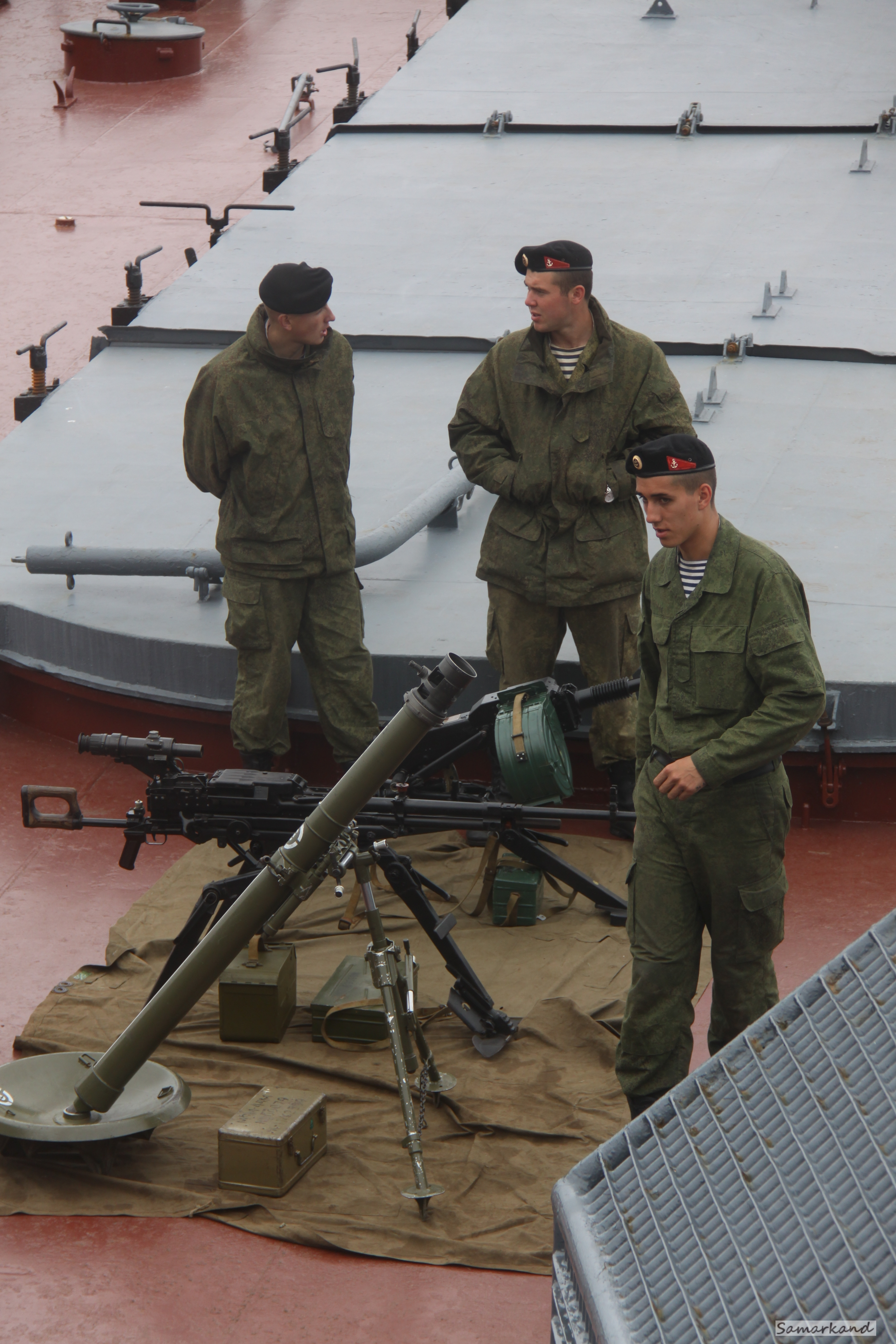
Fusiliers marins de la flotte de la Baltique à Brest en 2012 présentant leur armement collectif : Un mortier 2B14 Podnos de 82 mm, une mitrailleuse Kord et un lance-grenade automatique AGS-17.

- 299e force du centre d’entraînement des zones côtières de la flotte de la Baltique.
- 336e brigade d'infanterie de marine de la Garde Belostokaïa (« de Belostok ») des ordres de Souvorov et d'Alexander Nevski, no 06017, à Baltiïsk. 
  - 724e bataillon de reconnaissance – Mechnikovo.
  - 877e bataillon d'infanterie de marine.
  - 878e bataillon d'infanterie de marine séparés.
  - 879e bataillon aérotransporté (Desant).
  - 1592e bataillon d'artillerie automotrice.
  - 1612e bataillon d'artillerie.
  - 1618e bataillon d'artillerie antiaérien (anti-missiles et aéronefs)
- 9e équipage naval – peloton d'infanterie de marine d'escorte militaire de navire de fret (cargo) – sapeurs.

### Flotte du Nord
- 61e brigade d'infanterie de marine Kirkinesskaïa (« de Kirkenes ») de l'ordre du Drapeau rouge, à Spoutnik dans l'oblast de Mourmansk :
  - quartier général de la brigade ;
  - 874e bataillon d'infanterie de marine ;
  - 876e bataillon d'assaut aéroporté ;
  - 886e bataillon de reconnaissance ;
  - 125e bataillon de chars ;
  - 1611e bataillon automoteurs d'artillerie ;
  - 1591e bataillon automoteur d'artillerie ;
  - 1617e bataillon d'artillerie antiaérien (anti-missiles et aéronefs) ;
- 75e hôpital de la Marine ;
- 317e bataillon d'infanterie de marine ;
- 318e bataillon d'infanterie de marine.

### Flotte de la mer Noire
- 810e brigade d'infanterie de marine de la Garde, à Sébastopol et Temriouk.
- 882e régiment et bataillon d'assaut indépendant.
- 382e et un bataillon indépendant.
- Un bataillon de chars.

### Flotte de la mer Caspienne
- 77e brigade d'infanterie de marine de la Garde (ru) Tchernigovskaïa-Moskovskaïa (« de Tchernigov et de Moscou »), des ordres de Lénine, du Drapeau rouge et de Souvorov, à Kaspiisk.

### Moscou
- Bataillon indépendant – Moscou.
- Une compagnie d’escorte militaire de navires de fret – Moscou.

### Engagements
Lors de la guerre civile syrienne, la 61e brigade d'infanterie de marine participe à l'attaque de Lattaquié et à la bataille de Palmyre (mars 2016).
Lors de l'invasion de l'Ukraine par la Russie, les troupes sont engagées en particulier dans le siège de Marioupol. Le 7 novembre 2022, le ministère de la Défense russe dément la perte de centaines d'hommes de la 155e brigade d'infanterie de marine de la flotte du Pacifique.

## Organisation

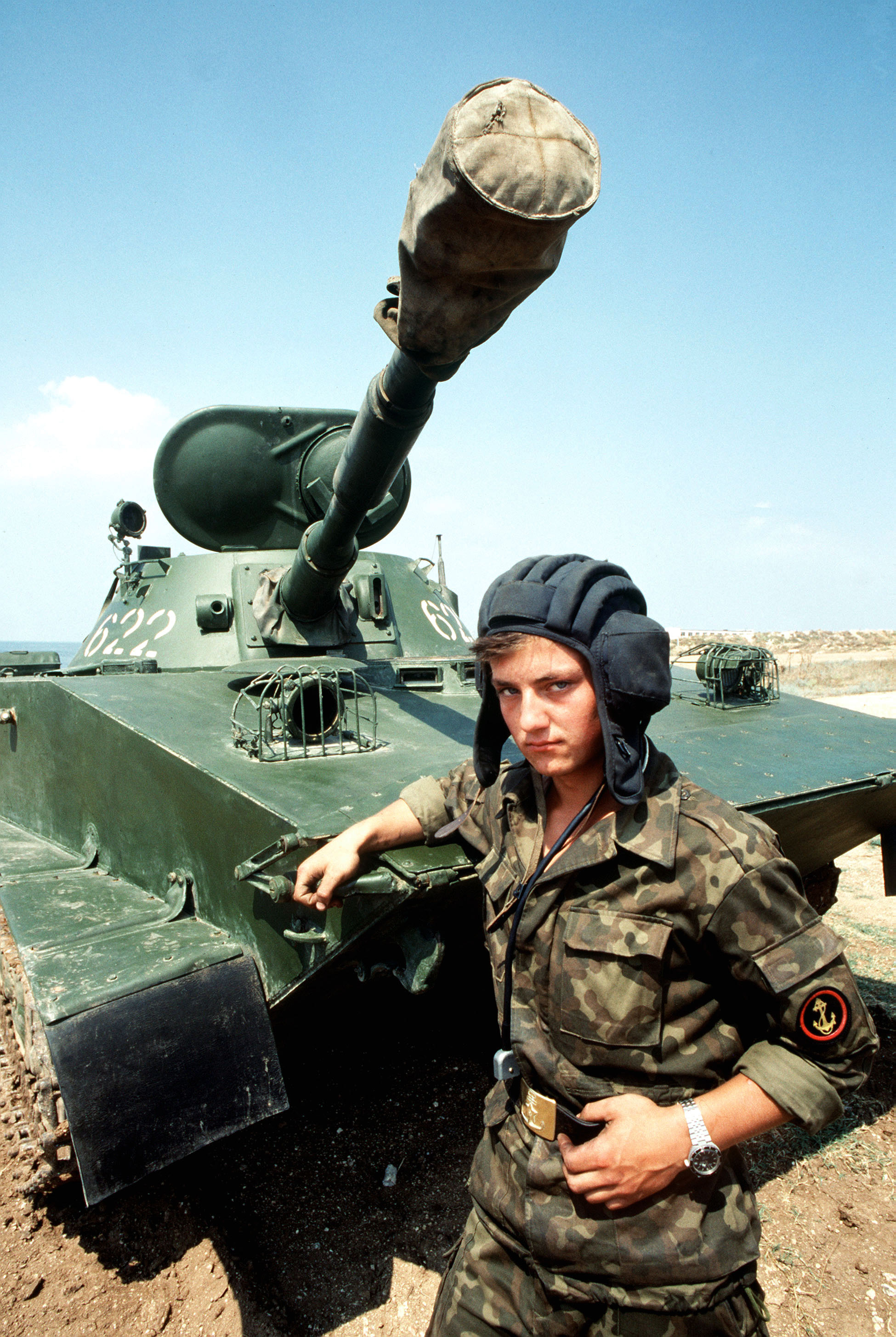
Un soldat d’infanterie de marine soviétique pose devant un PT-76.

Un régiment d'infanterie de marine, équipé avec les véhicules PT-76 et BRDM-2, se compose d’un bataillon de chars de combat et trois bataillons d'infanterie de marine, dont un motorisé avec les véhicules amphibies BTR-60.
Une brigade d'infanterie de marine, équipée avec le PT-76 ou le char d’assaut T-80 et BRDM-2, se compose de 2 bataillons de chars, et de 4 à 5 bataillons d'infanterie de marine, dont un motorisé avec les véhicules amphibies BTR-60. Un bataillon de chars dispose à l'origine de 36 chars de combat.
Au moins un bataillon d'infanterie est formé aux opérations aéroportées, alors que tous les autres bataillons d'infanterie sont formés pour être en mesure d'effectuer des missions aérotransportées.

## Équipement
L'Infanterie de Marine russe a reçu progressivement le char amphibie PT-76, mais n'ont pas encore reçu en grand nombre le char d’assaut lourd T-80. À pleine puissance, une brigade d'infanterie de marine russe peut avoir de 70 à 80 chars. Les véhicules de transport de troupes utilisés par l'infanterie de marine sont soit des BTR-80 (en bataillon aérotransporté), soit des MT-LB (dans les bataillons de débarquement). Bien que les unités d'infanterie de marine étaient censées recevoir le véhicule de combat d'infanterie BMP-3, peu ont été livrés et il est loin d'être certain qu’un tel réarmement aura lieu. Le BMP-3 peut équiper une compagnie par bataillon.
Selon le ministère de la Défense dans un communiqué publié par RIA Novosti (le 27 novembre 2009), « Toutes les unités d'infanterie de marine de la Russie seront entièrement équipées avec des armes modernes à l'horizon 2015. » Cette mise à jour de l’armée Russe inclura les chars T-90, BMP-3, le mortier automoteur d'artillerie 2S31 Vena de 120 mm, le véhicule blindé de transports de troupes BTR-82A, du matériel de défense aérienne de gros et de petit calibre. Toutefois, en 2011, aucune unité n'a reçu de nouvelles armes en raison de problèmes budgétaires rencontrés par la Russie. Cependant, plusieurs dizaines chars d’assaut lourds T-80 sont actuellement en service dont la version T-80BVM depuis 2018.

### Liste

#### 2022[1]
- Char de combat principal :
  - T-72 : 50 T-72B; 150 T-72B3; 30 T-72B3M
  - T-80 : 50 T-80BV; 50 T-80BVM
- Véhicule de combat d'infanterie :
  - BMP-2 : 400 BMP-2
  - BMP-3 : 40 BMP-3F
  - BTR-82A : 740 BTR-82A
- Véhicule blindé de transport de troupes :
  - MT-LB : 300
  - BTR-80 : 100

- Artillerie :
  - Canon :
    - 122 mm : 95 2S1
    - 152 mm : 50 2S3; 36 2S19; 50 2A36; 50 2A65

  - Mortier :
    - 120 mm : 12 2S23; 30 2S9; 24 2B16

- Lance-roquettes multiple :
  - 122 mm : 36 BM-21 / Tornado-G
  - 220 mm : 18 BM-27
  - 300 mm : +4 BM-30
- Défense aérienne :
  - 12 Tor
  - 20 Osa
  - 50 Strela-1 / Strela-10
  - 60 Shilka
- Véhicules lance missiles :
  - 12 Iskander
  - Quelques 9M729

#### 2025[9]
- Char de combat principal :
  - T-72 : 30 T-72B/T-72B3/T-72B3M
  - T-80 : 30 T-80BV/T-80BVM
  - T-55 : 30 T-55A
- Véhicule de combat d'infanterie :
  - BMP-2 : 100 BMP-2
  - BMP-3 : 40 BMP-3F
  - BTR-82A : 200 BTR-82A
- Véhicule blindé de transport de troupes :
  - MT-LB : 250
  - BTR-80 : 100

- Artillerie :
  - Canon :
    - 122 mm : 16 2S1; 30 D-30
    - 152 mm : 16 2S3; 36 2S19M1; 50 2A36; 50 2A65

  - Mortier :
    - 120 mm : 12 2S23; 30 2S9; 24 2B16

- Lance-roquettes multiple :
  - 122 mm : 36 BM-21 / Tornado-G
- Défense aérienne :
  - 20 Osa
  - 40 Strela-1 / Strela-10
  - 60 Shilka

#### Retiré du service
- PT-76E – Mise à niveau pour l'Infanterie de marine, 40 à 50 véhicules commandés pour 2006[10]. Retiré du service en 2015[11].

## Héros de la fédération de Russie
- Starchina Guennadi Alexeïevitch Azarytchev (1995)
- Lieutenant Vladimir Anatolievitch Beliavski (2006)
- Colonel Alexeï Borissovitch Berngard (2022)
- Lieutenant Vladimir Valerievitch Borovikov
- Capitaine Viktor Viktorovitch Vdovkine
- Major Pavel Nikolaïevitch Gaponenko
- Major Andreï Iourievitch Gouchtchine (1995)
- Lieutenant de la Garde Alexandre Vassilievitch Darkovitch (1995)
- Officier Andreï Vladimirovitch Dneprovski
- Matelot Vladislav Alexandrovitch Dorokhine (2022, posthume)
- Officier supérieur Grigori Mikhaïlovitch Zamychliak
- Major Andreï Nikolaïevitch Zakhartchouk
- Capitaine Andreï Andreïevitch Ivanov (2022, posthume)
- Lieutenant de la Garde Vladimir Valerievitch Karpouchenko
- Lieutenant-colonel Dmitri Nikolaïevitch Klimenko
- Capitaine de la Garde Ievgueni Nikolaïevitch Kolesnikov (1995, posthume)
- Major-général Ievgueni Nikolaïevitch Kotchechkov
- Major Sergueï Vadimovitch Kouzmintchouk (2022)
- Lieutenant Iouri Guérassimovitch Kouriaguine
- Capitaine Vladimir Nikolaïevitch Nossov (2022, posthume)
- Major-général Alexandre Ivanovitch Otrakovskiï (2000, posthume)
- Capitaine de la Garde Dmitri Alexandrovitch Polkovnikov (1995)
- Marin Vladimir Vladimirovitch Tatachvili
- Lieutenant Sergueï Alexandrovitch Firsov
- Colonel Alexandre Vassilievitch Tchernov
- Major-général de la Garde Sergueï Sergueïevitch Cheïko (1995)
- Matelot Oleg Alexandrovitch Chipitsine (2022, posthume)
- Major-général Viktor Vassilievitch Chouliak